# 高飛車 (コースター)
高飛車（たかびしゃ、TAKABISHA）は、山梨県富士吉田市にある遊園地、富士急ハイランドの大型ローラーコースターのひとつ。2011年7月16日開業。FUJIYAMA、ええじゃないか、ZOKKONと共に園内「4大コースター」となっている。キャッチコピーは「おいで、かわいがってあげる。」「お高く止まりますケド何か？」（園内ポスターより）、「あかん。」（新聞広告より）など。
設計・製造はドイツのGerstlauer Amusement Rides GmbH。Euro-Fighterと呼ばれる機種を採用している。

## 概要
リニアランチ方式による直線加速と、高所まで巻き上げられてからの落下があるコースターである。特に高所からの落下では最大落下角度が121度あり、2011年7月に「落下角度が世界一のローラーコースター」としてギネス世界記録に認定された。ちなみに同年12月23日、オーストラリアのテーマパーク「ワーナーブラザーズ・ムービーワールド」内に開業した「グリーン・ランタン・コースター」の最大落下角度が、開業前の公称値で122.4度と発表されており、半年持たずして記録が破られると思われたが、実際は120.5度だった為記録は更新されなかった。2019年10月25日にアメリカのテーマパーク「Nickelodeon Universe Theme Park」内に開業した「TMNT Shellraiser」の落下角度が121.5度となっており、記録更新された。なお、このTMNT Shellraiserは高飛車のコピーレイアウトであり、ほぼすべてのレイアウトが一致する。こちらは完全屋内で、スタート直後の落下部分なども明るく、レイアウトが見えやすくなっている。
同園の他の屋外コースターと比較すると、降雨時の運行に強くなっている。これは減速に永久磁石を用いた非接触式の渦電流式ブレーキが採用されている為で、従来のようなブレーキ板をブレーキパッドで挟み込む接触式では雨で濡れていると摩擦が軽減されて減速しにくくなってしまうが、非接触式であれば雨の影響を受けにくいため効率よく減速できるからである。

## 主な特徴
暗闇走行
スタート直後に駅舎内で真っ暗な中を走行する。暗闇の中では、いきなり落下して、ハートラインロールが入る。
リニア加速
トンネル内でリニアランチにより急加速し、約2秒で最高速度100km/hに到達する。加速前には少し下って助走をつける。
7回のひねり回転
全長1004mのコース内で、それぞれ異なったひねり回転が7回続く。
垂直巻き上げと121度の落下
高飛車最大の目玉である。空を見上げた状態（90度）で地上43mまで巻き上げられ、落下の体勢で一時停止し暫く徐行運転した後、121度の角度で内側にえぐれるように落下する。フリーフォールとしての役割も兼ねている。
単車両
車両は横4人×2列の単車両となっている。これは121度のえぐれるような落下や、ひねり回転が連続する小回りの効いたレイアウトに対応するためである。各車両には中国の大字によって、4を除いた1から7までの番号が振られている。

## 高飛商店（タカビショップ）
高飛車の駅舎内にあり、高飛車のグッズや乗車中のライドフォト（後述）を販売していた。アトラクションの出口と直結しているが、アトラクションを利用しなくても入ることが出来た。ライドフォトは2021年12月31日を以て終了し（高飛車のみならず4大コースター全機種）、ショップ自体も同時に閉店した。
高飛写真（タカビシャシン）
高飛車に乗車している様子を撮影した写真。写真の他データ及び写真とデータのセットも販売。一時期はフォトとシール、待受画面の3種類で販売していた。撮影は121度落下直前に行われていた。

## イベント
高飛車×地獄のミサワ
2011年9月末より漫画家の地獄のミサワとのコラボレーションで、キューラインにミサワ書き下ろしのキャラクターによる看板が掲載された。当初は11月末までの予定だったが、翌年4月頃まで掲載されていた。
高飛車ウェディング
オフィシャルホテル「ハイランドリゾート ホテル&スパ」のウェディングプランで、2012年1月より開始された。車両1台を貸し切り、新郎新婦はタキシードとドレスのまま乗車する。貸し切りの車両は、安全バーが白い布で装飾される。
エヴァンゲリオン×高飛車「エヴァ飛車」
「ヱヴァンゲリヲン新劇場版:Q」の公開を記念したイベント「EVA:Q×FUJI:Q計画」の企画の1つ。車両の1台が初号機をイメージしたラッピングが施され、残りは「NERV」マークが入った車両になった他、プラットホームや発車アナウンス、垂直巻き上げ時のBGMなどがエヴァンゲリオン仕様になっている。また乗車後に購入できるライドフォトも、枚数限定でエヴァンゲリオン仕様となっている。2012年11月から2013年1月までの期間限定。
テレビアニメ放送から20周年を記念し、2015年4月25日より同年8月31日までの期間限定で復活された。車両の1台が初号機のラッピングなのは前回と共通で、残りは20周年記念のロゴが掲出されている。
飛車飛車（びしゃびしゃ）
コース途中にミストシャワーやウォーターキャノンを設置し、乗車中にびしょ濡れになる夏期限定イベント。2016年初開催。
ゴゴ飛車
富士五湖国際スケートセンター開業から55周年記念としてゴーゴーカレーとコラボレーションを行い、6台の車両のうち2台にラッピングを施した。2017年3月1日～5月7日までの期間限定。
 高火車 
コース途中で火柱が上がるイベント。安全の為、風が強いときは炎を止める。2017年4月29日～5月7日までの期間限定。

## その他

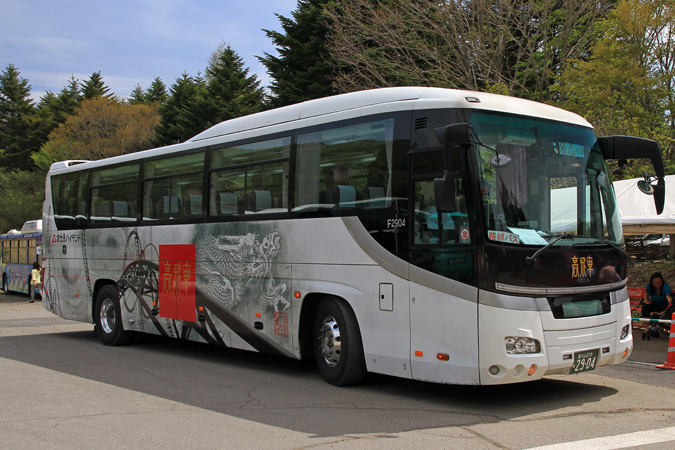
高飛車のラッピングを施した富士急行バス。中央高速バスで運行

- 4大コースターの中で、唯一開業時にスポンサーが付かなかった。
- 公式ロゴは「DFP金文体」というフォントを使用。
- 工事の着工から完成までの様子を2ヶ所のカメラで定点観測を行っており、その動画がスペシャルサイトやYouTubeの公式チャンネルに掲載されている。
- 開業前の2011年2月から、ソーシャル・ネットワーキング・サービス「Facebook」との連動企画で、工事中の囲いにユーザーのアイコンを掲載するという企画が行われた。アイコンの募集は6月12日まで、掲載は6月30日まで行われた。
- 6月には、同じくFacebookでチェックインクーポンの利用で先着229名に、Twitterでは期間内につぶやきを入力することで抽選50組100名に先行乗車券をプレゼントするという企画が行われ、当選者は開業前の7月10日から14日（12日は休園日の為除く）の間に先行乗車が行われた。
- 開業日にはオープニングイベントが開催され、ゲストとしてSKE48のメンバーから代表の8名[5]が登場し、イベント終了後に代表4名[6]が高飛車に乗車した[7]。また、SKE48のシングル「パレオはエメラルド」のラッピング車両も登場した[7]。
- テレビCMにはお笑い芸人の坂田利夫が出演。教祖の坂田と上半身裸の男性達が儀式を行い、高飛車を召喚するという内容。CM内では男性達が坂田独特の横歩きを披露している[8]。また、このCM内での「びっしゃー、びっしゃー、たかびっしゃー！」という掛け声は、出発時のスタッフの掛け声に使用されている。
- 高飛車のスタッフの衣装は他のアトラクションと異なり、作務衣をイメージしたものとなっている。なお、この衣装には「冷汗滝落」「鳥肌総立」「声量最大」といったオリジナルの四字熟語が書かれている。
- プラットホームやキューラインは、和と中華が混ざったデザインとなっている。ホーム内の床及びロッカーは市松模様になっており、乗降場と対面の壁には水墨画風の高飛車のイラストが描かれている。
- 富士急行バスにも「高飛車」ラッピングを施したバスが数台在籍し、中央高速バスで運行されている（写真を参照）。
- 富士急ハイランド内の大型コースターは、1996年開業のキング・オブ・コースターFUJIYAMAから5年置きに建設されており、2001年にはドドンパ(現ド・ドドンパ)、2006年にはええじゃないかが開業している。いずれもギネス記録を更新するという快挙を成し遂げている。
- 2017年7月15日より、身長制限が130cm以上から125cm以上まで引き下げられ、年齢制限は10～60歳から～64歳に変更された。
- 2023年6月5日より、安全対策強化の観点から年齢制限が～54歳に変更される。